# 安祖·恩格林
安祖·恩格林（英語：Andre Ingram，1985年11月19日—），出生於美國里奇蒙，美國籃球運動員，司職得分後衛，他在打了四年大學籃球後，成為學校歷史上第五位最佳得分手，得到1,655分。然後他在2007年至2011年期間效力猶他閃電四個賽季，並在2012年至2016年期間效力洛杉磯防禦者3個半賽季。在短暫效力澳洲的珀斯野猫後，他於2017年3月重返防禦者，他在2018年4月和洛杉磯湖人簽約前，他繼續效力重新易名的南灣湖人（前身洛杉磯防禦者），他是NBA G聯盟的三分王，713分，他也是在聯盟歷史上得分排名第五（3,901），並在2010年和2016年贏得發展聯盟的三分球大賽。現時效力NBA G聯盟球隊南灣湖人。

## NBA生涯統計

### 常規賽
| 賽季    | 球隊       | GP | GS | MPG  | FG%  | 3P%  | FT%   | RPG | APG | SPG | BPG | PPG  |
| ------- | ---------- | -- | -- | ---- | ---- | ---- | ----- | --- | --- | --- | --- | ---- |
| 2017–18 | 洛杉磯湖人 | 2  | 0  | 32.0 | .471 | .556 | 1.000 | 3.0 | 3.5 | 1.5 | 1.5 | 12.0 |
| 生涯    | 生涯       | 2  | 0  | 32.0 | .471 |      |       |     |     |     |     |      |

## 外部連結
- 安祖·恩格林在NBA（英语）
- 安祖·恩格林在Basketball-Reference.com（NBA）（英语）
- 安祖·恩格林在Basketball-Reference.com（NBA G聯盟）（英语）
- 安祖·恩格林在Basketball-Reference.com（國際）（英语）
- 安祖·恩格林在Sports-Reference.com（NCAA）（英语）
- 安祖·恩格林在Eurobasket.com（球員）（英语）
- 安祖·恩格林在RealGM（英语）
- 安祖·恩格林在Proballers（英语）
- Andre Ingram at aueagles.com
- Andre Ingram at nba.com